# Armīān
Armīān (persiska: ارميان) är en ort i Iran.   Den ligger i provinsen Semnan, i den norra delen av landet, 400 km öster om huvudstaden Teheran. Armīān ligger 1 431 meter över havet och antalet invånare är 599.
Terrängen runt Armīān är kuperad.Runt Armīān är det mycket glesbefolkat, med 5 invånare per kvadratkilometer. Det finns inga andra samhällen i närheten. Omgivningarna runt Armīān är i huvudsak ett öppet busklandskap.